# Dino Sani
Dino Sani, né le 23 mai 1932 à São Paulo, est un footballeur international brésilien évoluant au poste de milieu offensif et un entraîneur de football.

## Biographie
Dino Sani est sélectionné en équipe du Brésil de football où il joue quinze matchs,, et remporte la Coupe du monde de football de 1958.
En club, il joue pour plusieurs clubs brésiliens comme le São Paulo FC et le SC Corinthians, un club argentin, le CA Boca Juniors, et un club italien, l'AC Milan.
Il devient ensuite entraîneur de plusieurs clubs sud-américains ainsi que le sélectionneur de l'équipe du Qatar de football en 1989.

## Palmarès

### Palmarès de joueur
- Avec l'équipe du Brésil de football
  - Vainqueur de la Coupe du monde de football de 1958.

- Avec le São Paulo FC
  - Vainqueur du Championnat de São Paulo de football en 1957.

- Avec l'AC Milan
  - Vainqueur de la Coupe des clubs champions européens 1962-1963.
  - Vainqueur du Championnat d'Italie de football 1962-1963.

- Avec le SC Corinthians
  - Vainqueur du Tournoi Rio-São Paulo de football en 1966.

### Palmarès d'entraîneur
- Avec le SC Internacional
  - Vainqueur du Championnat du Rio Grande do Sul de football en 1971, 1972 et 1973.

- Avec le CA Peñarol
  - Vainqueur du Championnat d'Uruguay de football en 1978 et 1979[6].

- Avec le Grêmio Foot-Ball Porto Alegrense
  - Vainqueur de la Coupe du Brésil de football en 1991[7].